# 万福桥 (英德)
万福桥，位于中国广东省清远市英德市九龙镇金造村，为英德市的一个市级文物保护单位，类型为古建筑，公布时间为1995年12月。
万福桥的历史年代为明代。